# 멘타나
멘타나(이탈리아어: Mentana)는 이탈리아 라치오주 로마현에 위치한 코무네다. 로마로부터 북동쪽 29km 거리에 있다.